# محمد رضا الغريفي
السيد محمد رضا الغريفي وهو عالم ديني وسياسي عراقي، شغل منصب نائب رئيس لجنة إعداد آلية لصوغ الدستور العراقي وأحد علماء الدين البارزين في النجف.
تتلمذ على يد والده الذي كان أحد كبار علماء النجف وفقهائها.
كما يشغل منصب المشرف العام على العتبة العلوية في النجف.
شغل منصب عضو في الجمعية الوطنية الانتقالية المؤقتة عامي 2004 و2005.
له مؤلفات عدة منها:
- فكرة عن الحوزة العلمية في النجف[6]